# (5640) Yoshino
(5640) Yoshino (1989 UR3) – planetoida z grupy pasa głównego asteroid okrążająca Słońce w ciągu 4,31 lat w średniej odległości 2,65 j.a. Odkryta 21 października 1989 roku.